# 班代拉峰
班代拉峰，为巴西第三高峰，位于圣埃斯皮里图州与米纳斯吉拉斯交界处。1950年代之前，班代拉峰曾被误认为是巴西最高的山峰；发现内布利纳峰之后，人们才改变这一错误认知。“班代拉”意为“旗帜”，由巴西帝国末代皇帝佩德罗二世命名。
班代拉峰是卡帕朗国家公园的重要景点之一。